# Open d'Argentine (taekwondo)

L’Open d'Argentine est une compétition de taekwondo organisée annuellement par la Fédération dominicaine de taekwondo.
Ce tournoi est un événement majeur dans le calendrier mondial du fait de son label « WTF-G1 ».

## Palmarès hommes
| WTF-G1 | WTF-G1           | WTF-G1           | WTF-G1           | WTF-G1            | WTF-G1           | WTF-G1            | WTF-G1              | WTF-G1             |
| Année  | -54 kg           | -58 kg           | -63 kg           | -68 kg            | -74 kg           | -80 kg            | -87 kg              | +87 kg             |
| ------ | ---------------- | ---------------- | ---------------- | ----------------- | ---------------- | ----------------- | ------------------- | ------------------ |
| 2018   | Ezequiel Navarro | Paulo Melo       | William Da Silva | Ignacio Morales   | Jorge Alvarez    | Agustin Alves     | Ícaro Miguel Soares | Guilherme Félix    |
| 2017   | Paulo Melo       | Joao Miguel Neto | William Da Silva | Edival Pontes     | Gustavo de Souza | João Pedro Chaves | Leandro Souza       | Martin Leandro Sio |
| 2015   | Camilo Pérez     | Carlos Navarro   | Davilani Cruz    | Mark López        | Maxime Potvin    | Agustín Alves     | Misael López        | Ruslan Zhaparov    |
| 2014   | Cesar Rodriguez  | William Da Silva | Saúl Gutiérrez   | Isaac Torres      | Rafael Cruz      | João Pedro Chaves | Misael López        | Stephen Lambdin    |
| 2013   | Cesar Rodriguez  | Lucas Guzmán     | Abel Mendoza     | Aleksey Denisenko | René Lizárraga   | Steven López      | M'bar N'diaye       | Guilherme Félix    |

## Palmarès femmes
| WTF-G1 | WTF-G1               | WTF-G1               | WTF-G1               | WTF-G1             | WTF-G1              | WTF-G1           | WTF-G1         | WTF-G1            |
| Année  | -46 kg               | -49 kg               | -53 kg               | -57 kg             | -62 kg              | -67 kg           | -73 kg         | +73 kg            |
| ------ | -------------------- | -------------------- | -------------------- | ------------------ | ------------------- | ---------------- | -------------- | ----------------- |
| 2018   | Dangela Guimaraes    | Daiana Vazquez       | Iris Silva Tang Sing | Rafaela de Araujo  | Bárbara Dias Novaes | Milena Titoneli  | Raiany Pereira | Hellorrayne Paiva |
| 2017   | Valeria dos Santos   | Iris Silva Tang Sing | Leonor Dias de Lima  | Celydiene Carneiro | Bárbara Dias Novaes | Luíza Banks      | Raiany Pereira | Gabriele Siqueira |
| 2015   | Yvette Yong          | Itzel Manjarrez      | Nathália Lima        | Júlia Vasconcelos  | Carla Salinas       | Alexis Arnoldt   | María Espinoza | Jackie Galloway   |
| 2014   | Ana Oliván           | Itzel Manjarrez      | Laura García         | Talita Djalma      | Anel Félix          | Katherine Dumar  | María Espinoza | Briseida Acosta   |
| 2013   | Iris Silva Tang Sing | Janeth Alegría       | Diana Núñez          | Luciana Angiolillo | Magda Hénin-Wiet    | Victoria Heredia | Sandra Vanegas | Briseida Acosta   |